# Ephedra foeminea
Ephedra foeminea is een plant uit de Ephedrafamilie, soms zeedruif genoemd. De struik groeit in het Middellandse Zeegebied en in het Midden-Oosten; op rotsen, kliffen en in ravijnen.
Er wordt onderzocht of Ephedra foeminea alleen op nachten met volle maan bestuivingsdruppels afscheidt.